# Öst-Kieratj
Öst-Kieratj är en sjö i Jokkmokks kommun i Lappland och ingår i Luleälvens huvudavrinningsområde. Sjön är 25 meter djup, har en yta på 0,55 kvadratkilometer och befinner sig 323 meter över havet. Sjön avvattnas av vattendraget Linabäcken (Kåikaurbäcken).

## Delavrinningsområde
Öst-Kieratj ingår i det delavrinningsområde (738939-168054) som SMHI kallar för Utloppet av Norr-Tjalmejaure. Medelhöjden är 346 meter över havet och ytan är 17,99 kvadratkilometer. Det finns inga avrinningsområden uppströms utan avrinningsområdet är högsta punkten. Linabäcken (Kåikaurbäcken) som avvattnar avrinningsområdet har biflödesordning 3, vilket innebär att vattnet flödar genom totalt 3 vattendrag innan det når havet efter 183 kilometer. Avrinningsområdet består mestadels av skog (70 procent). Avrinningsområdet har 4,6 kvadratkilometer vattenytor vilket ger det en sjöprocent på 25,5 procent.